# Urgeschichtliches Museum im Rathaus
Das Urgeschichtliche Museum im Rathaus ist eine im Rathaus der Gemeinde Mauer gezeigte Dauerausstellung zum Homo heidelbergensis.

## Vorgeschichte

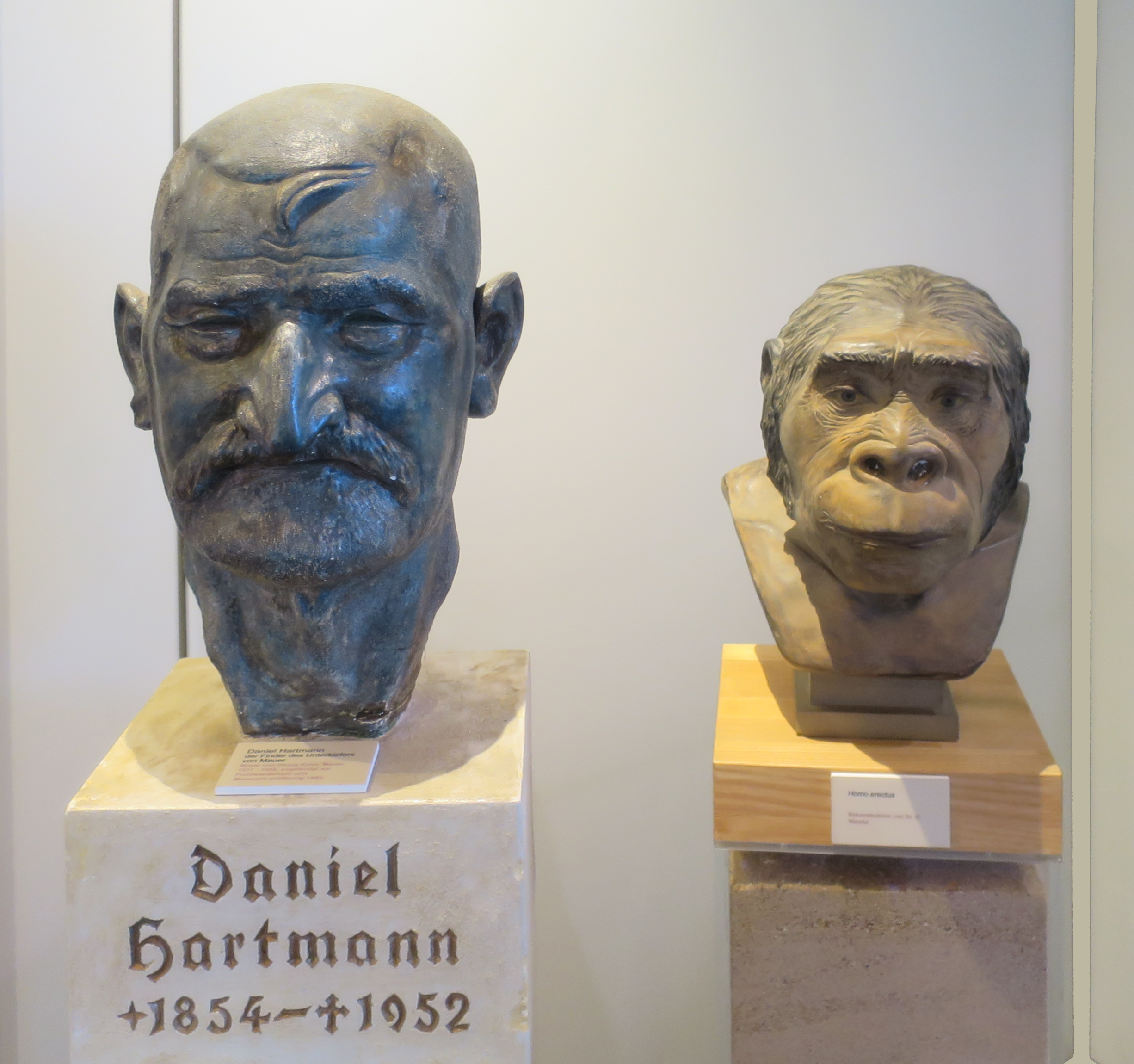
Daniel Hartmann (Finder) und Homo heidelbergensis (Gefundener) im Urgeschichtlichen Museum vereint

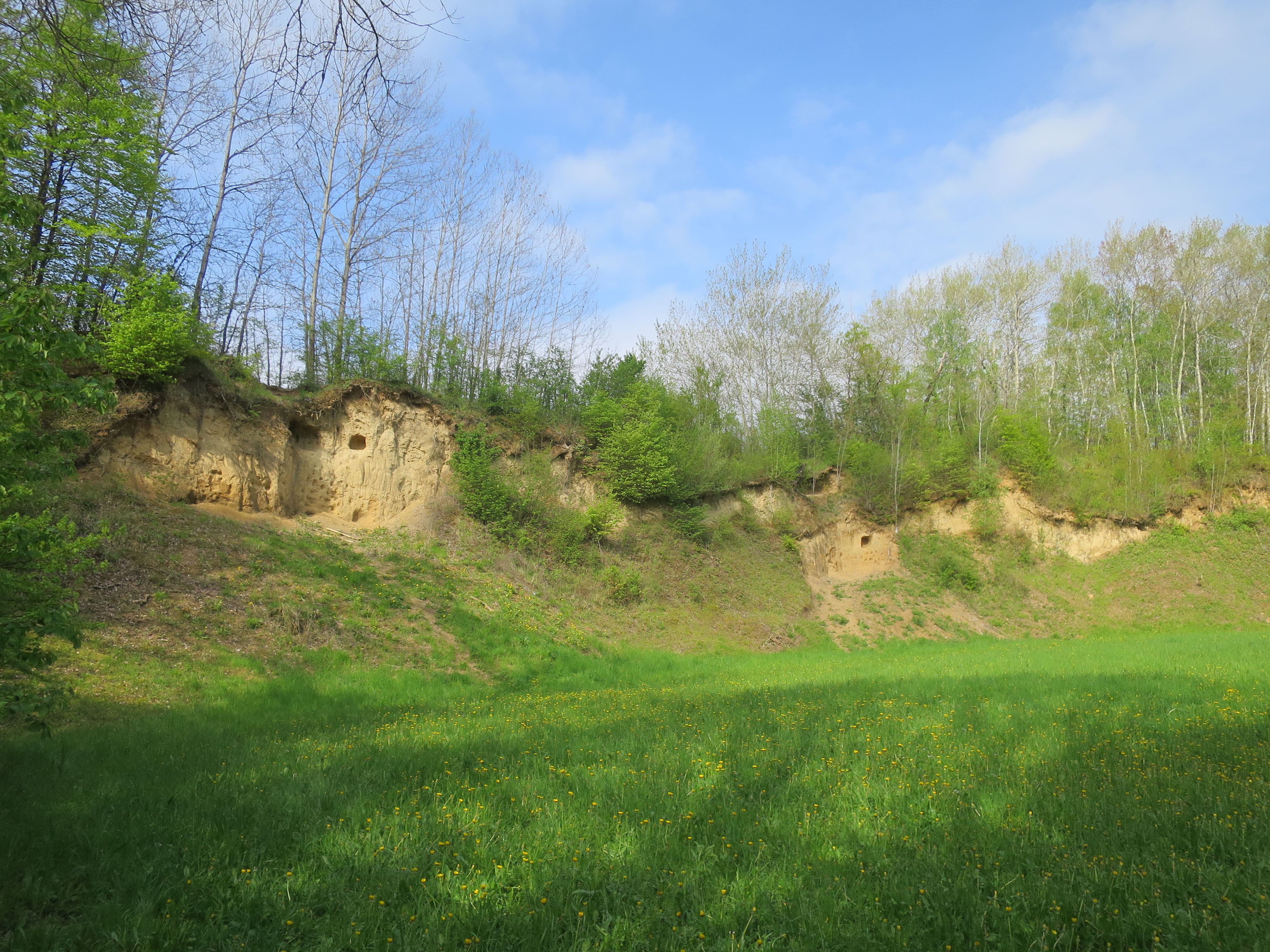
Sandgrube Grafenhain, die Fundstelle

Am 21. Oktober 1907 fand der Leimener Tagelöhner Daniel Hartmann während seiner Arbeit in der Sandgrube Grafenrain, nördlich des Dorfes Mauer, einen menschlichen Unterkiefer, der 1908 von Otto Schoetensack wissenschaftlich beschrieben wurde. Der Knochen wurde damit zum Holotypus des Homo heidelbergensis und ist bis heute der älteste Hominidenfund in Deutschland. Er wird heute auf ein Alter von 609.000 ± 40.000 Jahren datiert.
Den originalen Unterkiefer überließ der Pächter der Sandgrube als Schenkung der Universität Heidelberg, in deren Geologisch-Paläontologischem Institut er noch heute aufbewahrt wird. Er gilt als „der wertvollste Gegenstand in den naturwissenschaftlichen Sammlungen der Universität Heidelberg“.
2004 bis 2006 erstellte das Staatliche Museum für Naturkunde Karlsruhe in Zusammenarbeit mit dem Verein Homo heidelbergensis von Mauer e. V. einen Katalog der Fossilien, die in den Mauerer Sanden gefunden wurden. Dieser Katalog wurde anschließend fortgeschrieben und steht auch als Datenbank Fossilien Daten Sammlung Mauer bereit. Im März 2015 umfasste die Sammlung 5.769 Datensätze mit 13.004 Fossilien.

## Ausstellung

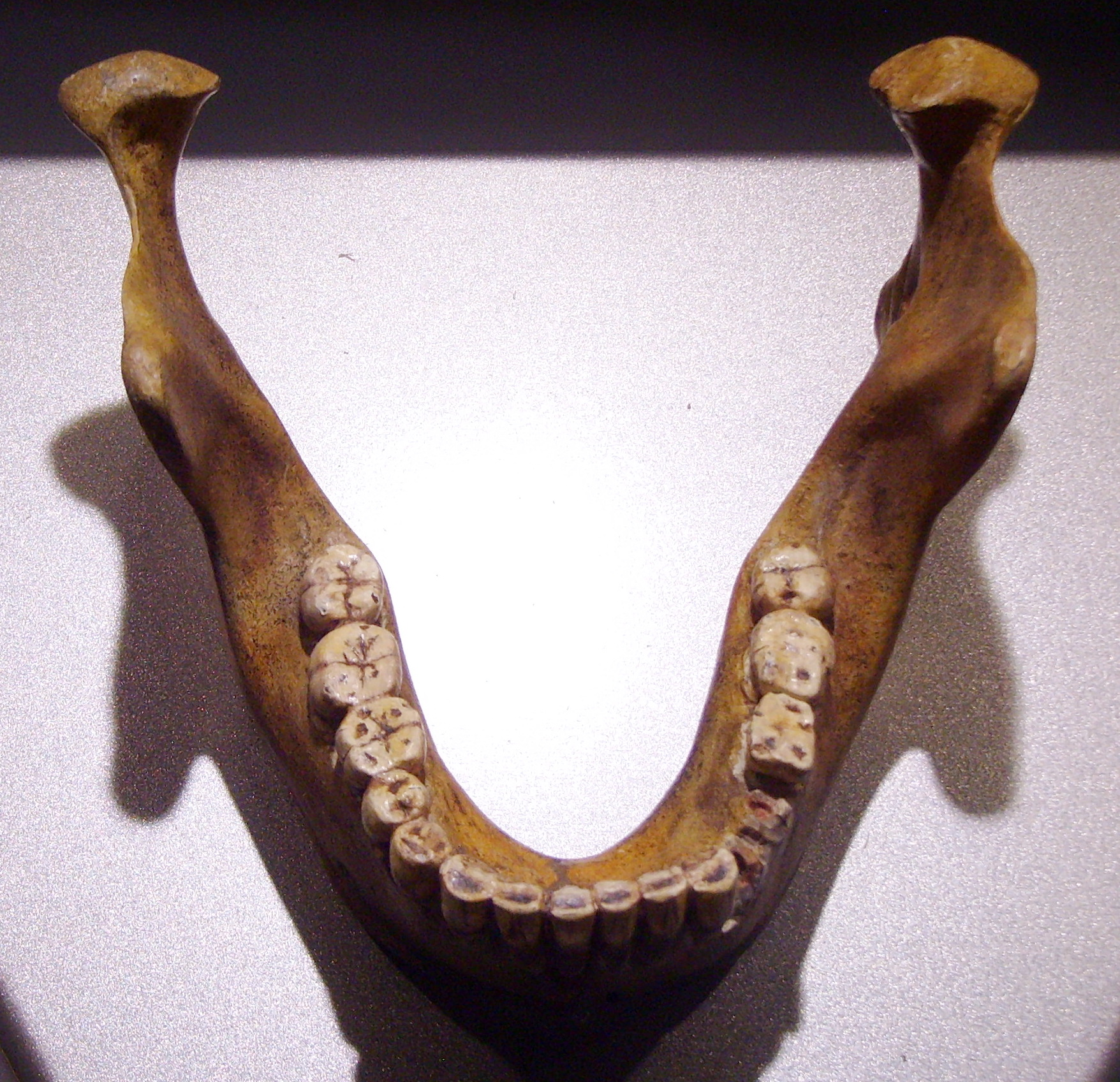
Der Unterkiefer des Menschen von Mauer (Replik)

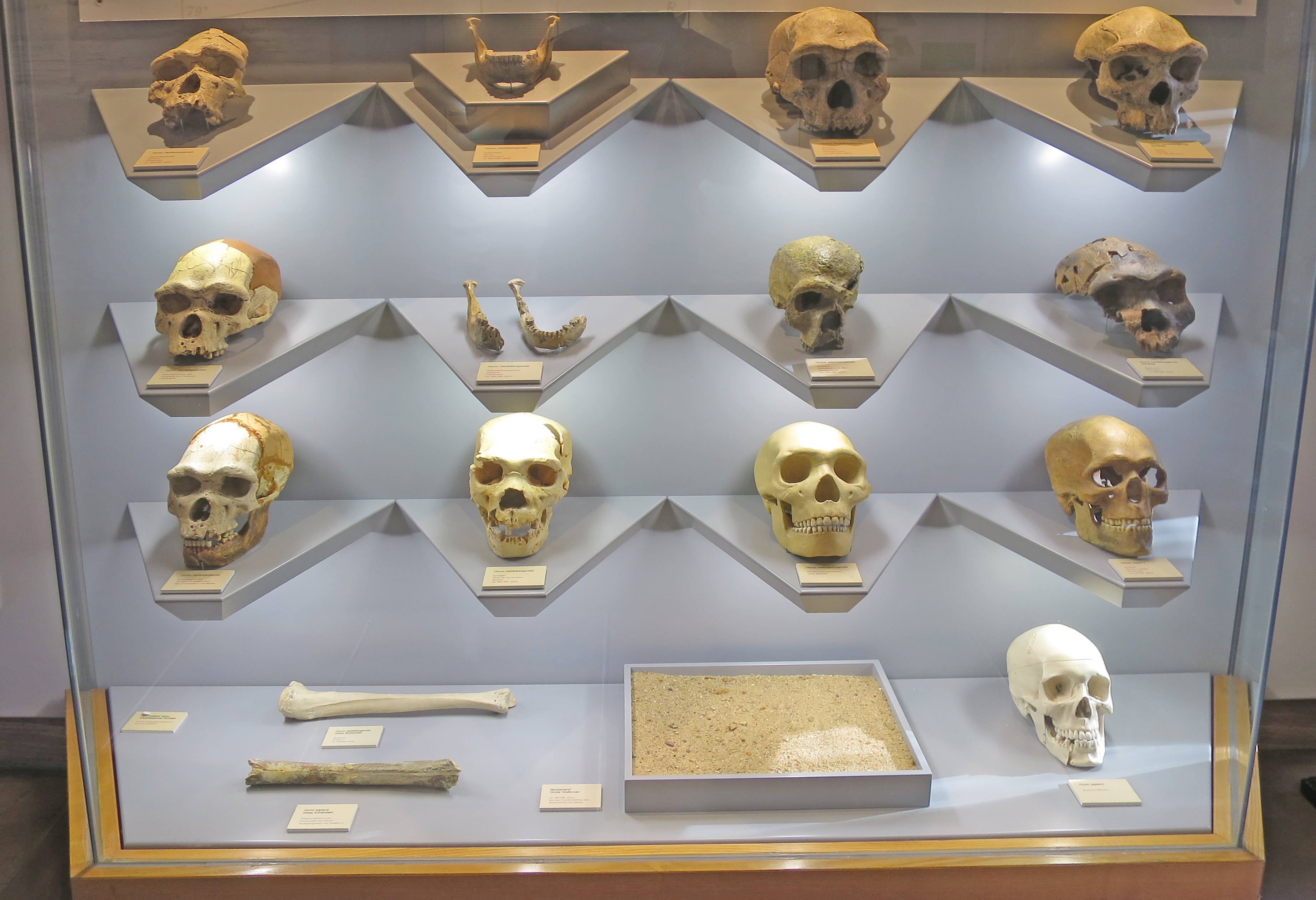
Vitrine, überwiegend mit Repliken weiterer „Heidelberger“

Die Gemeinde Mauer hat diesem überragenden Fund eine Dauerausstellung im Erdgeschoss ihres Rathauses gewidmet. Ein Stammbaum zur Entwicklung der Hominiden gibt einen Überblick über die Entwicklung und Herkunft der Urmenschen und ordnet den Homo heidelbergensis darin ein.
In einer Vitrine wird die wohl weltweit einmalige und größte Sammlung mit Nachbildungen der Fossilfunde europäischer und afrikanischer Vertreter der Homo heidelbergensis gezeigt. Die meisten Exponate sind Schädel, teils handelt es sich um Abgüsse, teils um Rekonstruktionen, darunter:
- Der Unterkiefer aus Mauer
- Mensch von Tautavel (Frankreich)[Anm. 2]
- Fund von Sima de los Huesos (Spanien), UNESCO-Welterbe, dort wurden 28 Individuen des Homo heidelbergensis gefunden.
- Fund aus der Tropfsteinhöhle von Petralona (Griechenland)
- Fund in Broken Hill / Kabwe: Schädel Kabwe 1 (Simbabwe)
- Homo steinheimensis, gefunden in Steinheim an der Murr
- Bodo-Schädel aus Bodo D’ar in Äthiopien
- Schienbein eines Homo heidelbergensis aus dem Boxgrove Quarry, England
- Neanderthaler-Schädel-Rekonstruktion nach Hans Weinert
- Homo sapiens von Combe Capelle, Frankreich

Die Ausstellung präsentiert darüber hinaus Steinwerkzeuge und Bearbeitungsspuren auf Knochen, die aus der Zeit des Homo heidelbergensis stammen, und Fossilien von Tieren, die Rückschlüsse auf die damalige Umwelt zulassen. Während der aktiven Phase des Sandabbaus in Mauer wurden weit über 5000 fossile Knochen von Säugetieren gefunden – der Unterkiefer des Homo heidelbergensis blieb dabei der einzige menschliche Überrest.

## Zukunft
Für die Zukunft ist ein eigenes Museumsgebäude geplant, für das es bereits einen Entwurf gibt.

## Weitere Einrichtungen
Eng verbunden mit dem Museum sind:

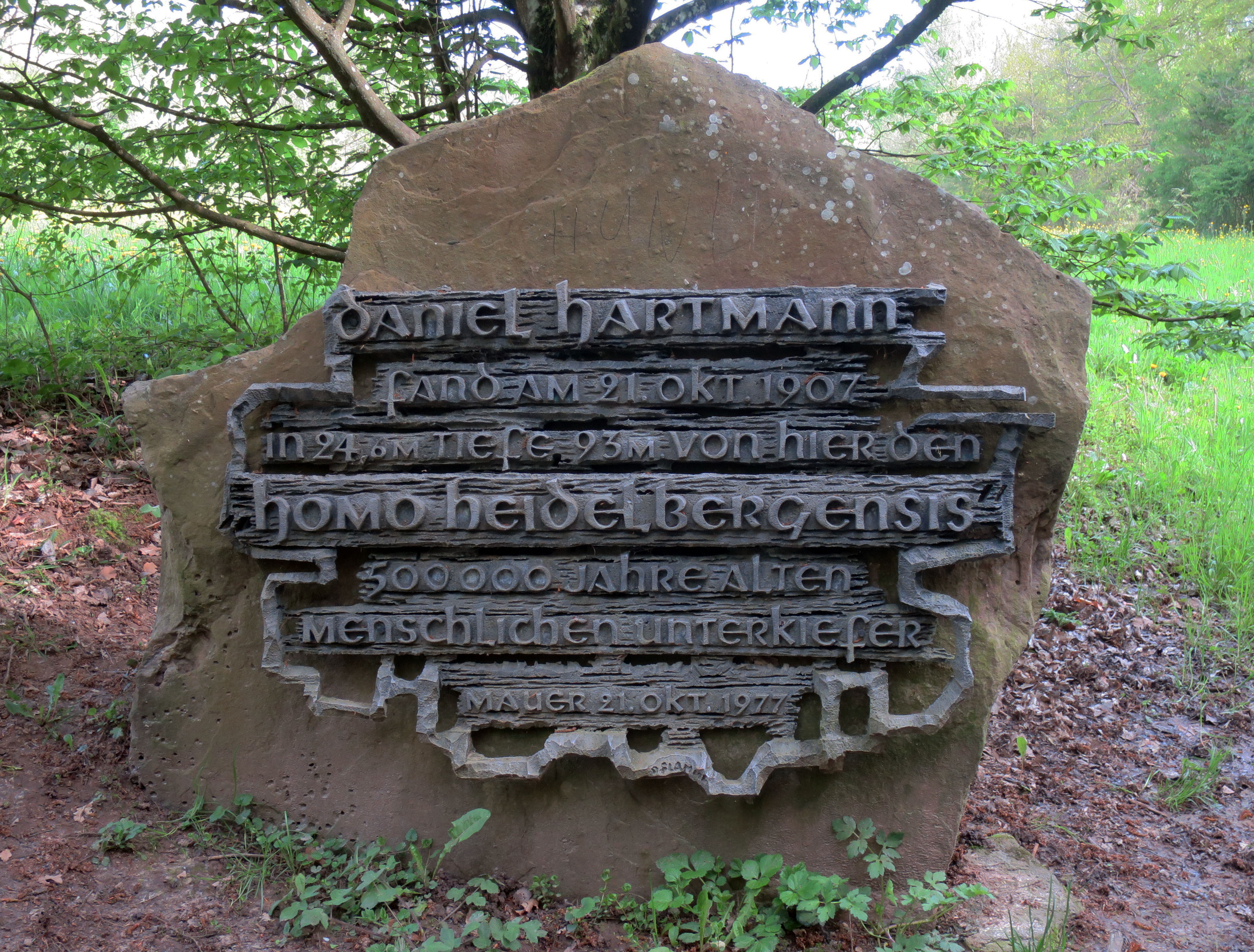
Gedenkstein an der Sandgrube Grafenrain

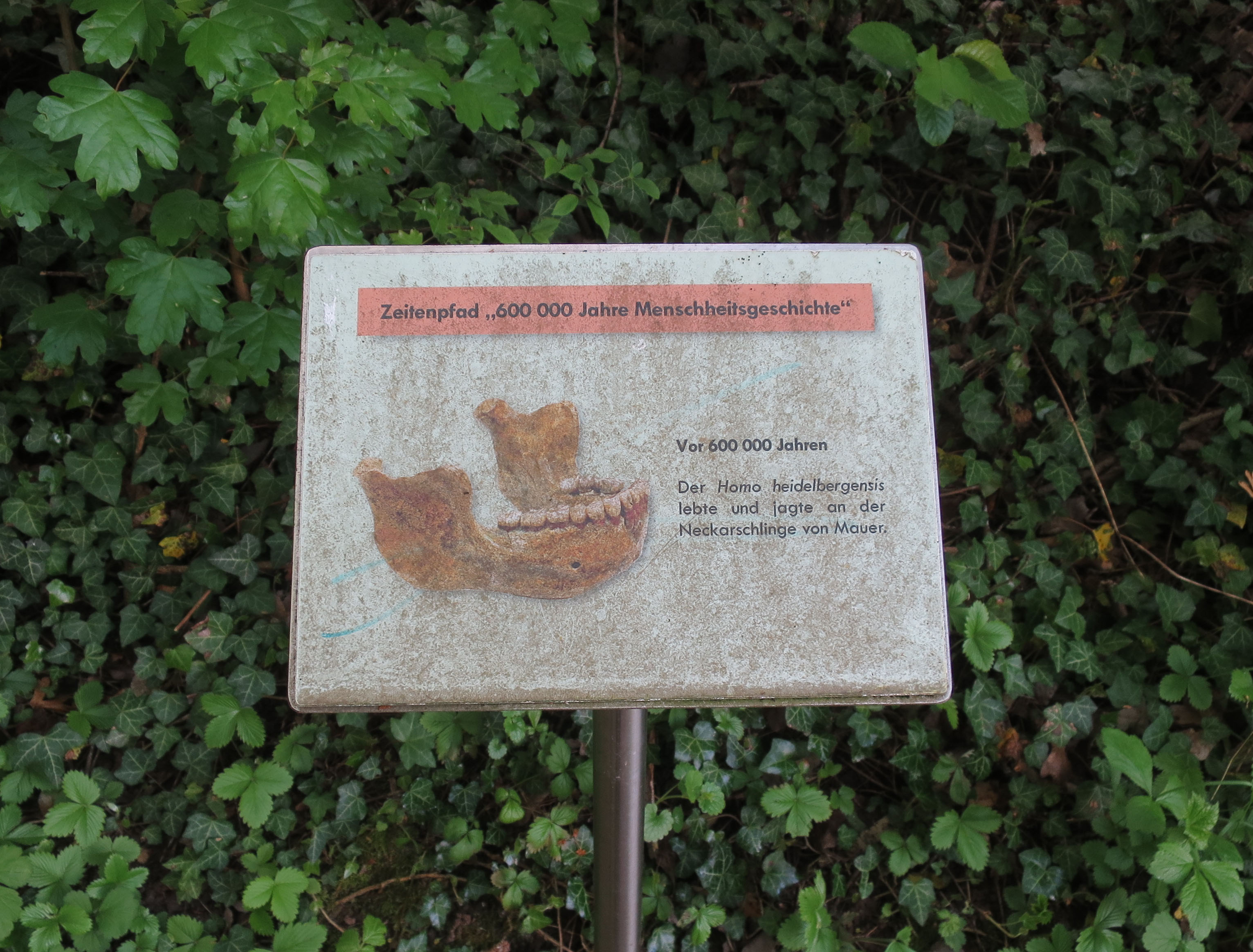
Zeitenpfad-Tafel an der Sandgrube Grafenrain

- Die Stiftung Urmensch von Mauer hat das Ziel, dem Museum ein eigenes Museumsgebäude zu errichten.[9]
- Der Homo heidelbergensis von Mauer e. V. bietet Führungen, Vorträge und weitere Veranstaltungen an.[10]
- Das Heid’sche Haus[Anm. 3] bietet einen weiteren Ausstellungsraum zur Fund- und Wissenschaftsgeschichte des Homo heidelbergensis. Es ist zugleich der Sitz des Homo heidelbergensis von Mauer e. V.[11]
- Durch Mauer verläuft ein Zeitenpfad „600.000 Jahre Menschheitsgeschichte“, eine Reihe von Erläuterungstafeln mit Informationen zu dem Fund und darum herum.
- Die Fundstelle in der ehemaligen Sandgrube Grafenhain liegt am nördlichen Ortsrand und heute in einem Naturschutzgebiet. Etwa hundert Meter von der Fundstelle entfernt, an einem öffentlich zugänglichen Feldweg, steht ein Gedenkstein sowie eine Beschilderung im Zuge des Zeitenpfads.